# 板层小体

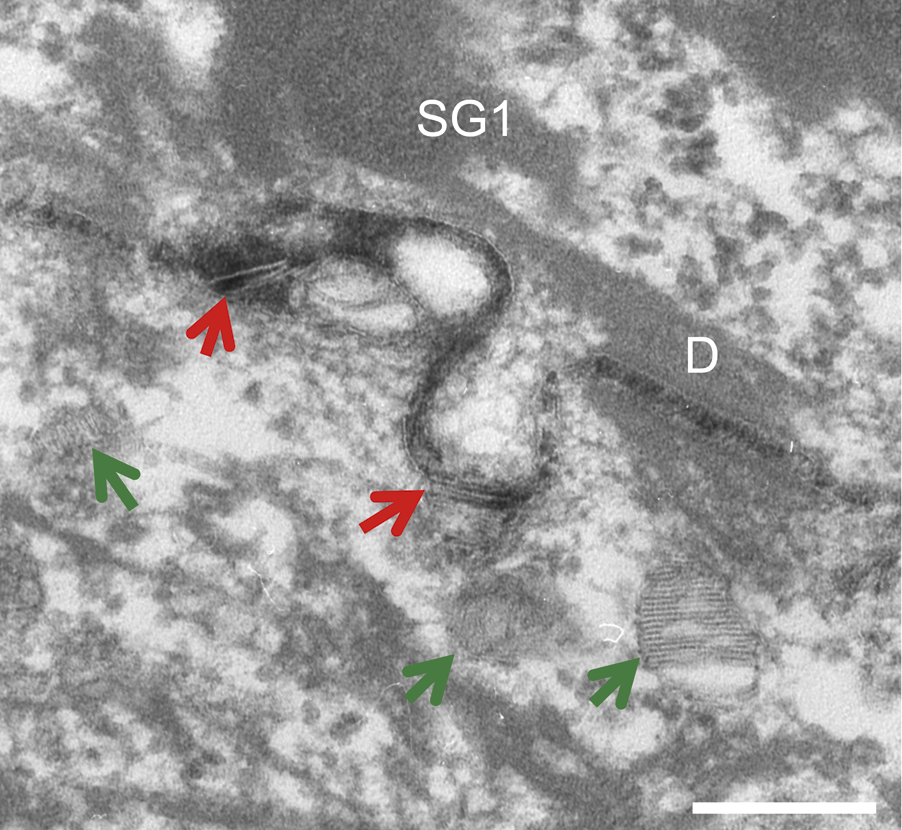
Red arrows indicate secreted lamellar bodies, and green arrows indicate lamellar bodies in the cytoplasm. Scale bar = 200 nm.

板层小体又名板层颗粒、被膜颗粒、Odland小体等，是皮肤棘层上部和颗粒层细胞内的富含脂质的泡管状分泌细胞器，直径100 ~ 300 nm，板层小体也存在于肺、胃、支气管、口腔中。板层小体将脂质β-防御素释放到细胞外空间，肺泡中的板层体与细胞膜融合，其释放到细胞外空间的物质作为肺表面活性物质。

## 肺部板层小体
肺泡表面细胞不断合成和释放含有各种脂质、磷脂和蛋白质的板层小体，这些分泌的物质作为肺表面活性物质，在细胞膜的薄水相上以磷脂和脂蛋白的复合膜的形式扩散至整个肺泡内表面。肺表面活性物质降低了空气-上皮界面的表面张力，有助于防止肺泡在呼气时塌陷。1964年，John Balis使用透射电子显微镜（一种当时相对较新的超微结构解析工具）识别出II型肺泡细胞中的层状小体，并进一步注意到，当它们通过胞吐作用迁移到肺泡表面时，层状小体的内容物会均匀地展开并沿着肺泡的周围扩散，从而降低表面张力，以及降低所需的肺泡扩张力。

## 表皮的板层小体
在表皮的棘层和颗粒层中，角质形成细胞分泌板层小体，形成一含脂质的不透水膜，起到水屏障的作用，这种机制维持皮肤屏障有重要意义。细胞间脂质主要由50%神经酰胺、25%胆固醇、15%游离脂肪酸以及少量磷脂组成，此类疏水性脂质基质有助于阻止水和电解质的丢失。
患有Netherton综合症（一种以慢性炎症和普遍的瘙痒为特征的皮肤疾病）的病人表皮中，层状小体的分泌和脂质结构异常。